# Голдоба
Голдоба — упразднённая деревня в Барабинском районе Новосибирской области. На момент упразднения входил в состав Шубинского сельсовета. Исключена из учётных данных в 1978 году.

## География
Деревня располагалась на восточном берегу озера Голдобинское, в 4,5 км к юго-западу от села Шубинское.

## История
Деревня была основана в 1676 г. В 1926 году состояла из 102 хозяйства. В административном отношении являлась центром Голдобинского сельсовета Барабинского района Барабинского округа Сибирского края.
Решением Новосибирского облисполкома от 30.05.1978 г. №332 деревня Голдоба исключена из учётных данных.

## Население
По переписи 1926 г. в деревне проживало 538 человек (250 мужчин и 288 женщин), основное население — русские